# Undervandsbåd
 Der er for få eller ingen kildehenvisninger i denne artikel, hvilket er et problem. Du kan hjælpe ved at angive troværdige kilder til de påstande, som fremføres i artiklen.

En undervandsbåd, ofte benævnt ubåd, er et fartøj til sejlads på og under vandoverfladen. Undervandsbåde findes i mange typer, til militære, videnskabelige og andre formål. Den første undervandsbåd så dagens lys i 1600-tallet, men der gik mange år, før skibstypen så småt begyndte at få en praktisk anvendelse. De første undervandsbåde havde et militært formål, men først under 1. Verdenskrig fik de en reel betydning. 
Under Den Kolde Krig udviklede både USA og Sovjetunionen atomdrevne undervandsbåde, og store undervandsbåde fik hurtigt en vigtig rolle som affyringsplatforme for interkontinentale missiler. Atomdrevne undervandsbåde var de første rigtige undervandsbåde, idet de kunne være neddykket og sejle neddykket i længere tid.
Undervandsbåde bruges som krigsskibe (missilubåde, rekognoscering, beskyttelse af flådeenheder, angreb på landmål, angreb på skibsfart, minelægning, angreb på andre ubåde, redning af flyvere m.m.), til havforskning, til udforskning af vrag og til turistture.
I de seneste år er undervandsbåde også blevet brugt til narkotikasmugling.

## Udvikling
Der findes en usikker beretning, om at Alexander Den Store skal have udforsket Middelhavet fra en nedsænkbar kapsel. Historien er dog tvivlsom. I 1578 udgav William Bourne en bog, der beskrev principperne for en undervandsbåd. Det første bevægelige undervandsfartøj blev konstrueret af hollænderen Cornelis Drebbel i 1620. Det blev drevet frem af årer ført ud gennem skibssiden og tætnet med en manchet af læder. Det skal have sejlet under Themsen.
Under Den Amerikanske Uafhængighedskrig i 1776 konstruerede David Bushnell den lille enmands undervandsbåd Turtle. Denne undervandsbåd sænkedes i vandet ved at lukke vand ind og kunne manøvreres med en horisontal og en vertikal skrue. Den var bevæbnet med en mine med sortkrudt, der kunne skrues fast på målet, hvorefter den frigjordes fra undervandsbåden, og en på forhånd antændt lunte fik minen til at eksplodere. Da undervandsbåden udførte sin første og eneste mission, nåede den godt nok hen til målet, et britisk krigsskib, HMS Eagle, der blokerede havnen i New York, men det var ikke muligt at skrue minen fast på grund af skibets kobberforhudning.
Amerikaneren Robert Fulton arbejdede i år 1800 under Napoleon med et projekt til en undervandsbåd kaldet Nautilus, der på overfladen blev drevet frem af et sejl. Sejlet kunne klappes sammen og masten kunne lægges ned, når undervandsbåden skulle dykke. Napoleon mistede efterhånden interessen for projektet. Fulton søgte da at gøre Royal Navy interesseret i ideen, men her var man forarget over Fultons samarbejde med Napoleon og ønskede ikke at indgå i projektet.
Under den første slesvigske krig konstruerede holsteneren Wilhelm Bauer en undervandsbåd af jern i Kiel. Båden, der bar navnet Brandtaucher, sank under en prøvesejlads, da skroget, der var konstrueret af for tynde jernplader, gav efter for vandtrykket. Bauer og de to øvrige besætningsmedlemmer reddede sig op, da det indstrømmende vand havde udlignet trykforskellen, og de kunne åbne lugen. Brandtaucher er blevet hævet og er udstillet på Militärhistorisches Museum der Bundeswehr . Bauer byggede siden en undervandsbåd til Den Russiske Flåde.
Under Den Amerikanske Borgerkrig konstruerede begge parter flere undervandsbåde. Bemærkelsesværdig er i Sydstaterne undervandsbåden H.L. Hunley. Den blev drevet frem af 8 mand, der drejede en skrueaksel og var udstyret med en mine eller torpedo på et spær. Minen udløstes fra undervandsbåden. Hunley sank flere gange, hvorved besætningen inklusive konstruktøren omkom. Endelig i 1864 blev den indsat mod USS Housatonic. Hunley blev manøvreret ind mod Housatonic og minen blev detoneret. Housatonic sank, hvorved Hunley skrev sig ind i historien som den første sænkning udført af en undervandsbåd. Hunley sank kort efter, muligvis fordi vandet slog ind over den åbne luge. Alle om bord omkom. Hunley er også for nylig blevet hævet og er udstillet i Charleston i USA.
Også i Nordstaterne eksperimenteredes der med undervandsbåde, men uden noget militært resultat. En enkelt undervandsbåd, Explorer, blev først færdig efter krigen, hvor dens formål nu var fiskeri af perlemuslinger fra en luge i bunden af kabinen. Båden var forsynet med en dykketank lige som moderne undervandsbåde. Efter flere dødsfald blandt besætningen, muligvis pga. dykkersyge, blev båden efterladt på en strand ved Panama, hvor den ligger i dag.
En anden undervandsbåd fra den tid er The intelligent Whale, tegnet af Scovel S. Meriam. Denne båd blev forsinket af juridiske stridigheder om retten til projektet.
Samtidig konstruerede man i Frankrig undervandsbåden Le Plongeur, der blev drevet frem af komprimeret luft fra store tanke. Specielt for denne undervandsbåd var, at besætningen kunne reddes med en redningsbåd. Den blev ikke nogen succes. Også i Spanien blev der konstrueret en ret avanceret undervandsbåd, Ictineo II. 
Forfatteren Jules Verne satte med sin bog En verdensomsejling under havet fra 1870 gang i folks fantasi, og der var nu store forventninger til undervandsbåden. Undervandsbåden i romanen hed Nautilus og var tydeligt inspireret af Le Plongeur. 
Den engelske præst George Garrett konstruerede i 1879 en undervandsbåd, Resurgam, der blev drevet frem på overfladen af en dampmaskine. Resurgam sank, da den var under bugsering til en fremvisning for Royal Navy. Derefter konstruerede han i samarbejde med den svenske fabrikant Thorsten Nordenfelt en række undervandsbåde, der blev solgt til Tyrkiet og Rusland. En af disse forliste ud for Esbjerg.
Både Spanien og Frankrig udviklede nye undervandsbåde. Den spanske Peral var helt drevet af batterier, men blev kasseret af flåden på grund af den ringe rækkevidde. Den franske Gymnote gennemførte mange vellykkede dykninger. Den var også elektrisk og havde ret begrænset rækkevidde.
John Philip Holland var irer og blev kontaktet af irske frihedskæmpere i forbundet The Fenian Society, der, ganske korrekt, indså Storbritanniens sårbare afhængighed af søfart. De ønskede derfor et undervandsbådsvåben, der kunne tvinge Storbritannien til at give Irland uafhængighed. Holland havde tidligere interesseret sig for undervandsbåde, men nu fik han midler til at konstruere to. Den første båd var klar i 1878, men var ikke nogen succes. Den anden, der fik navnet The Fenian Ram fra 1881, var bedre. Den blev drevet af en eksplosionsmotor. Efter en uenighed med Holland, bortførte The Fenian Society båden og sejlede den til New York, klar til at angribe britiske skibe. Da de ikke kunne manøvrere båden, blev den opgivet. En forretningsmand ved navn Isaac Leopold Rice støttede Holland i at grundlægge Holland Torpedo Boat Company, der fik en ordre fra den amerikanske flåde på en prototype. Firmaet blev omdøbt til Electric Boat Company og eksisterer i dag som en del af General Dynamics. En af firmaets første ordrer var fra Royal Navy, der nu også kom med i 'undervandsbådsalderen'. Holland selv blev dog hurtigt manøvreret ud af firmaet af Rice. 
Den amerikanske ingeniør Simon Lake konstruerede sin første undervandsbåd i 1894 efter et ønske fra den amerikanske flåde. Han konstruerede flere både, som flåden ikke ville aftage. En af dem, Argonaut, var forsynet med hjul til at køre på havbunden og havde et slusekammer til dykkere. Lake solgte en båd til Rusland og konstruerede derefter i Europa et antal både til den østrig-ungarske flåde, til den tyske flåde og til den russiske. Under 1. Verdenskrig leverede hans firma, Lake Torpedo Boat Company, 24 både til den amerikanske flåde. I 20'erne måtte firmaet lukke.
Undervandsbåde havde nu normalt en eksplosionsmotor til sejlads på overfladen samt en elektromotor til undervandssejlads. Der fremkom undervandsbåde med dobbelt skrog og periskopet blev introduceret.
Danmark var en af de sidste flådemagter til at anskaffe undervandsbåde. Det skete i 1908 med båden Dykkeren, der blev købt i Italien. Den forliste i 1916 efter en kollision med en norsk damper. 
Under balkankrigene blev den græske undervandsbåd Delfin den første, der affyrede en torpedo for alvor, men uden succes.

## 1. Verdenskrig
Med 1. Verdenskrig kom ubådens store tid. Kort efter at krigen var erklæret, præsterede den allerede forældede tyske ubåd U-9 at sænke tre britiske krydsere, HMS Aboukir, HMS Hogue og HMS Cressy. Undervandsbåden var et våben, der måtte tages alvorligt. Især Tyskland benyttede undervandsbåde til angreb på britiske transportskibe for at tvinge Storbritannien i knæ. Da U-20 havde sænket passagerskibet Lusitania, hvorved en hel del amerikanske statsborgere omkom, måtte man for en tid lægge en dæmper på ubådskrigen. Men mange transportskibe blev ofre for ubådskrigen. Det angives, at 5000 allierede skibe skal være blevet sænket af undervandsbåde. 
I Tyskland byggede man den meget store lastubåd Deutschland, der foretog to rejser til USA for at købe vigtige materialer til krigsindsatsen. Resten af krigen blev båden brugt militært.
I Italien udviklede man den såkaldte stridsvogn, en lille undervandsbåd, baseret delvist på ideerne fra en torpedo. Besætningen på to mand 'red' overskrævs på båden, beskyttet mod vandstrømmen af faste skjolde. Forrest var en sprængladning, der kunne frigøres fra stridsvognen og fastgøres til et skibsskrog, inden en tidsindstilling blev sat i gang, og stridsvognen kunne returnere. En sådan båd blev kun indsat operationelt én gang mod det østrig-ungarske slagskib Viribus Unitis, der lå i havnen i Triest. Angrebet lykkedes og Viribus Unitis sank. Succesen var delvist betinget af, at Østrig-Ungarn var gået i opløsning, havde trukket sig ud af krigen samme aften og havde overdraget skibet til den nydannede stat af slovenere, kroater og serbere (Jugoslavien).

## 2. Verdenskrig
I mellemkrigstiden var det under Versailles-traktaten ikke tilladt Tyskland at besidde undervandsbåde. Dette forhindrede dog ikke, at man beholdt og udviklede sin know-how ved at udvikle undervandsbåde i samarbejde med andre lande. Efter Adolf Hitlers magtovertagelse varede det dog ikke så længe, inden Tyskland igen begyndte at bygge undervandsbåde. Tyskland nåede at bygge over 1000 undervandsbåde, inden krigen sluttede.
Fra tysk side blev ubådsvåbnet igen indsat mod skibe til og fra Storbritannien. I begyndelsen af krigen havde man stor succes, men efterhånden som Royal Navy udviklede konvojtaktikken og forskellige midler til opdagelse og bekæmpelse af undervandsbåde, led den tyske flåde så store tab, at man måtte ændre taktik. Ny teknologi hjalp kun lidt på problemerne. Medvirkende til den tyske ubådsflådes tilbageslag var, at englænderne kunne læse de kodede meddelelser til og fra de tyske undervandsbåde. I begyndelsen angreb undervandsbådene enkeltvis, senere skiftede man til den såkaldte Rudeltaktik, hvor ubådene opererede i ulvekobler, når de angreb en konvoj. Angrebet skete ofte på overfladen, hvor bådene kunne sejle hurtigt. 3000 allierede skibe skal være blevet sænket af aksemagternes undervandsbåde, men den tyske ubådsflåde mistede 70% af sit mandskab (28.000). 
I Stillehavet blev undervandsbåde i stort tal indsat af såvel Japans som USAs flåder. Efterhånden fik den amerikanske flåde sænket størstedelen af skibene, der sejlede forsyninger til Japan. Den japanske flåde led også store tab til amerikanske undervandsbåde. Den amerikanske flåde var på sin side meget generet af defekte torpedoer, der i mindst to tilfælde vides at have sænket den undervandsbåd, der affyrede torpedoen. 
Krigen så også anvendelse af miniubåde i flere krigsmagters flåder. Der var tale om små undervandsbåde med en besætning på en eller to mand. Stridsvognene fra 1. Verdenskrig kom også igen i anvendelse, især i den italienske flåde, der sænkede et par engelske krigsskibe i Alexandrias havn. Japans flåde indsatte 'levende torpedoer', Kaiten, men med begrænset succes. 
Undervandsbåde blev også brugt til at landsætte og optage agenter i fjendtlige områder. På grund af den lave profil var bådene ikke nemme at få øje på om natten.

## Efterkrigstidens ubåde
Efter 2. Verdenskrig udvikledes, til dels på grundlag af de tyske erfaringer, konventionelle undervandsbåde med større fart og rækkevidde under vandet. USA konverterede en del gamle Gato-klasse både i det såkaldte GUPPY-program. De blev bl.a. mere strømlinede. Man begyndte også systematiske forsøg med formen på det ideelle skrog til en undervandsbåd. Her spillede den ubevæbnede, eksperimentelle amerikanske undervandsbåd Albacore en stor rolle. Denne båd var ud over et dråbeformet skrog forsynet med store og kraftige batterier af sølv. 
Men de konventionelle bådes rolle syntes at være ved at være forbi, da USA søsatte den første atomdrevne undervandsbåd USS Nautilus i 1954. Den demonstrerede den nye drivkrafts fordele ved at sejle under Nordpolen. USS Triton gennemførte en neddykket verdensomsejling. Sovjetunionen fulgte snart trop, og der udvikledes undervandsbåde til fremføring af atommissiler og jagtundervandsbåde, der skulle angribe disse undervandsbåde og i øvrigt udføre de traditionelle opgaver for undervandsbåde. Missilundervandsbådene fik en afgørende betydning for terrorbalancen.
De konventionelle undervandsbåde forsvandt dog slet ikke. Atomundervandsbåde er meget dyre, og mange lande havde helt eller delvist undervandsflåder baseret på konventionelle undervandsbåde. Efterhånden fik man også blik for støjproblemerne ved en atomreaktor, og andre fremdriftsmidler blev udviklet.
Af bemærkelsesværdige undervandsbåde fra denne periode kan nævnes den sovjetiske Alfa, der havde et titaniumskrog, kunne dykke til stor dybde og desuden kunne bevæge sig med stor hastighed. Den havde en lille besætning, da den i usædvanlig grad var automatiseret. NATOs frygt for denne båd var dog overdrevet, da den dels var voldsomt dyr at fremstille, dels var særdeles støjende og den derfor var nem at detektere. Bemærkelsesværdig var også den sovjetiske Tyfon-klasse af missilubåde. Det er verdens største undervandsbåd, målt i deplacement. Rygterne fortalte, at den var forsynet med en swimmingpool, men sandheden er, at den er forsynet med et stort badekar/en pool, der er for lille til svømning.
Der har været planer til flyvende undervandsbåde, både i USA og i Sovjetunionen, men disse er ikke blevet realiserede.

## Konstruktion
Skrog
En undervandsbåd har et trykskrog, der indeholder maskiner, apparater til at manøvrere båden og besætningen samt udstyret til dennes liv, såsom køjer, toiletter, bad, køkken, sygelukaf m.m. Trykskroget er ofte opdelt i vandtætte sektioner med vandtætte skotter, hvis luger lukkes ved truende vandindtrængen. Derved kan (dele af) besætningen redde sig under et havari. 
Undervandsbåde kan være af enkeltskrogstypen, hvor der kun er et trykskrog, og af den dobbeltskrogede type, hvor der uden på trykskroget er et formskrog, der kan være mere strømlinet. Mellem formskrog og trykskrog kan placeres forskellige tanke, ekstra torpedoer og anden ammunition. Også redningsbåde kan placeres her. Formskroget kan være forsynet med et fladt dæk. Tyske både frem til afslutningen af 2. Verdenskrig og senere sovjetiske og russiske både har dobbeltskrog, mens vestlige både generelt har enkelt skrog (på nær enkelte detaljer).
Tårn
De fleste undervandsbåde har et smalt tårn, der indeholder periskoper m.v. Tårnet kaldes sejlet på moderne amerikanske både og finnen i nogle andre landes flåder. Fra tårnet, mere korrekt oven på tårnet, broen, kan båden navigeres under overfladesejlads, et overfladeangreb kan gennemføres, idet en kikkert på en drejelig sokkel kan overføre pejlinger til skibets målberegningsudstyr. Her placeres også en udkig. Tårnet kan indeholde et mindre vandtæt kammer, hvorfra periskopet kan bruges og det kan indeholde en nødsluse.
Tanke
En undervandsbåd er forsynet med adskillige tanke. Nogle af disse er ofte placeret mellem trykskroget og det ydre skrog, men på enkeltskrogede både, er de ofte placeret inde i trykskroget. En konventionel undervandsbåd vil have tanke til drivmiddel (dieselolie). Olien tages fra toppen af tanken; tanken er åben i bunden, således at havvandet trænger ind, efterhånden som olien forbruges. Dette kan lade sig gøre, fordi olien er lettere end vandet og derfor flyder ovenpå. Tanken er derfor på såvel yderside som inderside udsat for det samme tryk, og den kan derfor konstrueres spinklere.
Derudover findes der dykketanke (også kaldet ballasttanke), der fyldes med havvand, når båden skal dykke. Disse kan også være placeret uden på trykskroget og er lige som olietankene åbne i bunden og udsat for det omgivende tryk på yder- og inderside. 
Et antal tanke, der er placeret inde i trykskroget, bruges til at indstille bådens opdrift. De kaldes trimtanke. En særlig tank er torpedokompensationstanken, der er omtalt under torpedoer. 
Derudover findes der inde i trykskroget tanke til drikkevand og tanke til spildevand, der kan pumpes ud i havet.
Et andet system er systemet til trykluft. Denne opbevares i et antal trykflasker, der kan være placeret mellem trykskrog og ydre skrog, og som er forbundet med rør, der føres ind til kontrolrummet. Herfra fordeles trykluften over forskellige reduktionsventiler og ventiler til de systemer, der skal bruge trykluft, lige som dykketankene kan blæses med trykluft. Tryklufttankene kan fyldes igen af en kompressor, når båden står i forbindelse med overfladen. Den komprimerede trykluft går gennem et tørreanlæg, da vand i trykluften kan medføre havari. 
Ror
Undervandsbåden vil normalt have en svagt positiv opdrift. Den holdes neddykket ved vandets tryk på de vandrette dybderor, når ubåden er i fart. Rorene, der normalt findes for og agter på ubåden, kan drejes ved håndtag i kontrolrummet. Derudover har ubåden et lodret sideror, hvormed den drejes. Nogle undervandsbåde har de agterste ror placeret i X-form. Det beskytter dem, når de lægger sig på havbunden.
Luftfornyelse
Da mennesker forbruger ilt og udånder kuldioxid, skal luften efterhånden fornyes, hvis besætningen skal bevare livet. Akkumulatorerne udskiller desuden brint, når de lades op. Denne skal fjernes for at undgå eksplosioner. Dette gøres primært ved at udlufte undervandsbåden med blæsere, når den står i forbindelse med atmosfæren. I neddykket tilstand har man brugt kaliumhydroxid, der binder kuldioxid. Besætningen kunne i nødstilfælde ånde en tid med særlige åndedrætsapparater, der udviklede ilt fra forbrændingen af særlige patroner og optog kuldioxid i et kaliumhydroxid-filter. I dag fjernes kuldioxid med særlige scrub'ere, der fungerer ved hjælp af aminer. Ilt kan skaffes fra elektrolyse af vand, hvis båden har rigelig elforsyning. Dette muliggør neddykket sejlads i lang tid.

## Dykning
Dagligt beregner man, hvad undervandsbåden vejer, dvs. man beregner vægten af de forsyninger, man har forbrugt. Ud fra dette justerer man mængden af vand i fartøjets trimtanke. Når båden skal dykke, åbner man luftafgangsventilerne på fartøjets dykketanke/ballasttanke. Da disse står åbne mod havet i bunden, trænger vandt ind, og båden dykker. Hvis man åbner luftafgangen på de forreste dykketanke kort før den på de agterste tanke, får undervandsbåden stævnen nedad, hvilket øger hastigheden af dykket. Desuden tvinges båden nedad ved indstilling af de lodrette ror. 
Når båden har nået den ønskede dybde, retter man båden op. Ideelt bør båden i neddykket stand have en neutral eller svagt positiv opdrift, således at man kan justere dybden med de lodrette ror. Det kan være nødvendigt at pumpe lidt vand ud af trimtankene for at justere bådens opdrift, lige som vand, der trænger ind i båden under dykningen, kan pumpes ud fra bunden af undervandsbåden. Når en undervandsbåd går dybt, presses skroget sammen. Vandet bliver også komprimeret lidt og får dermed en højere vægtfylde, men kompressionen af skroget er langt større og mindsker derfor bådens opdrift. Man er derfor nødt til at korrigere med de lodrette ror og evt. pumpe lidt vand ud af trimtankene. 
En dybhavsubåd som Alvin kan justere sin opdrift ved at pumpe olie fra en tank til eller fra en bælg, der kan udvide sig. Pumpes bælgen op med olie af en kraftig pumpe, øges bådens opdrift. 
Under dykket kan man justere bådens stilling i vandet ved at pumpe vand mellem de forreste og agterste trimtanke. 
Når båden skal dykke ud, blæser man trykluft fra tryklufttankene ind i dykketankene. Noget af vandet presses derfor ud af bunden af disse tanke, og båden begynder at stige. Når dele af skroget gennembryder havoverfladen, vil man normalt blæse tankene tomme for resten af vandet med pumper eller udstødningsgas fra de genstartede dieselmotorer. Det gør man for at spare på trykluften.
Nogle undervandsbåde har haft en ballastkøl, der kunne frigøres fra skroget, hvis båden var havareret, og derved sommetider gjorde det muligt for båden at stige op til overfladen.

## Fremdrift
I begyndelsen brugte man muskelkraft til at drive ubåden fremad.
Derefter havde man prøvet at bruge komprimeret luft, dampmaskiner og elektromotorer som drivkraft – men uden den store succes. Dampmaskiner var især problematiske, da de dels gør undervandsbåden meget ubehagelig at opholde sig i på grund af varmen og forbrændingsprodukter, der slipper ud i skrogets indre, dels tager lang tid at lukke ned, så båden kan dykke. Den engelske K-klasse fra 1. Verdenskrig havde dampmaskine. Enkelte både blev konstrueret med en benzindrevet forbrændingsmotor, men dette gik man på grund af eksplosionsfaren bort fra.
En ubåd med kombinationen af en dieselmotor og et batteri kunne skifte mellem sine drivkræfter, så den brugte sin dieselmotor, når den skulle sejle hurtigt (over vandet), og et elektromotorsystem, når den skulle bevæge sig under vandet, hvilket gik langsomt fremad. Kapaciteten på batterierne satte grænser for fart og rækkevidde i neddykket tilstand. Dieselmotorerne genopladede batterierne. Nogle ubåde kunne bruge dieselmotoren i neddykket tilstand ved at tage luft ind gennem en snorkelmast.
Tyskland eksperimenterede før og under 2. Verdenskrig med ubåde, der fik ilt ved at spalte brintoverilte, den såkaldte Walter-metode. 
En sen tysk ubåd, type XXI, var konstrueret således, at den kunne opnå høj hastighed i neddykket tilstand ved brug af elektromotorerne. Desuden havde den meget store batterier. 
Sovjetunionen konstruerede også en ubådstype, Quebec-klassen, der var baseret på spaltning af brintoverilte. 
Den første atomdrevne ubåd, den amerikanske Nautilus, blev søsat i 1954. Atomreaktoren udvikler varme, som bliver brugt til produktion af damp. Dampen driver en turbine,  der drejer ubådens skrue. Samtidig forsyner atomkraften også båden med elektricitet, idet dampen også driver ubådens turbogeneratorer. Da ubåden fik denne drivkraft, kunne den holde sig under vand i månedsvis, idet den blev uafhængig af brændstof, som ubåden var nødt til at få tanket op en gang imellem, og atmosfærisk luft. 
Pumperne i en atomreaktor afgiver imidlertid megen støj, og man har derfor udviklet ubåde, der kan fungere med en forbrændingsmotor i lukket kredsløb (flydende ilt medbringes i tanke) eller ved brug af en stirlingmotor. Disse ubåde kan være neddykkede i lang tid og afgiver meget lidt støj. Ligeledes har man konstrueret undervandsbåde med brændselsceller.

## Orientering
Periskop
Så længe en undervandsbåd befinder sig på overfladen, kan man orientere sig på samme måde som overfladeskibe: ved udkig, med radar, med sekstant, med radiopejling og med satellitnavigation. Når ubåden er neddykket, har man mere begrænsede måder at orientere sig på. Først og fremmest kan man benytte et periskop, et rør med indbygget optik, der kan skydes ud gennem bådens tårn og op gennem havoverfladen, hvis båden befinder sig i den såkaldte periskopdybde. Over havoverfladen befinder sig en linse (et objektiv) og et prisme, der sender billedet ned gennem røret til at andet prisme, der sender billedet ud gennem et okkular. Periskopet kan indeholde forskellige måleinstrumenter og tilsluttes f.eks. et kamera. Det kan drejes hele horisonten rundt. På grund af objektivets lave placering, kan man ikke se ret langt. Periskopet, der stikker op over havet, kan opdages af en vågen udkig, også på grund af det kølvand, det trækker. Desuden kan det opdages på radar. Man bestræber sig derfor for at minimere tiden, hvor periskopet er oppe. Nogle undervandsbåde har flere periskoper, et stort til at orientere sig med (dette kan evt. drejes i det lodrette plan til observation af flyvemaskiner) og et lille periskop, et angrebsperiskop, der på grund af sin størrelse ikke så let opdages. Periskopet kan være forsynet med en lille antenne, der kan detektere signaler fra en radar, og dermed advare besætningen på undervandsbåden.
Sonar
En anden orienteringsmulighed er sonar, der kan deles i passiv og aktiv sonar. Passiv sonar blev tidligere kaldt hydrofonen og er et apparat, der lytter efter lyde i havet, der kan stamme fra motorer og skruer fra skibe, andre undervandsbåde og torpedoer. Den passive sonar giver en pejling til lydkilden. I dag er sonaren tilknyttet en computer, der kan analysere og identificere lydene. Samtidig er lydene over tid synlige på forskellige skærme, 'vandfald', hvilket letter orienteringen for sonaroperatøren. En dygtig operatør og/eller computeren kan ofte identificere skibstyper og lignende og i visse tilfælde det aktuelle skib/undervandsbåd. 
Den aktive sonar er en udbygning af den passive sonar med et apparat til udsendelse af lydimpulser, der kan kastes tilbage fra genstande i vandet. Retningen og tiden på ekkoet, angiver placeringen af genstanden. Den aktive sonar er en videreudbygning af ASDIC. Den aktive sonar giver som nævnt en ret præcis afstand til f.eks. et angrebsmål, men problemet med at bruge den er, at målet kan høre lydimpulsen, kaldet 'ping', og dermed opdage undervandsbåden og tage modforholdregler.
For at øge effektiviteten og mulighederne for positionsbestemmelse af objekter i vandet, kan benyttes en slæbesonar, der ofte har form af et langt kabel forsynet med undervandsmikrofoner med passende mellemrum. 
INS
Så længe undervandsbåden befinder sig neddykket og ikke har mulighed for at modtage radiosignaler, vil man orientere sig ved et såkaldt bestik. Ud fra den sidst fastlagte position og de beregnede eller målte bevægelser, kan man beregne sin aktuelle position. I nyere tid er dette på militære undervandsbåde foregået med et såkaldt inerti-navigations-system (INS). Især for undervandsbåde, der skal affyre missiler mod landmål, er en præcis positionsbestemmelse nødvendig for våbnenes præcision. INS'en kan kalibreres ved brug af Global Positioning System (GPS), når en antennemast er over havoverfladen. 
Master
En militær undervandsbåd er forsynet med forskellige udskydelige master, der kan række op over vandoverfladen, når undervandsbåden befinder sig i periskopdybde. Der er flere muligheder.
Gennem en snorkel kan der suges luft ned i undervandsbåden, dels til drift af evt. forbrændingsmotorer, dels til udskiftning af luften inde i undervandsbåden og udlufte brintuddunstninger fra batterierne. Snorkelen er forsynet med en hurtigtlukkende ventil, der forhindrer at der suges vand ned i båden.
Derudover kan der være radiomaster, dels til almindelig kortbølgekommunikation, dels med en antenne til kommunikation med en satellit. En radiopejleantenne er også en mulighed.
Normalt har en militær undervandsbåd også en radarmast, hvormed såvel skibe som fly kan opdages.
På de nyeste amerikanske undervandsbåde har man erstattet periskopet med teleskopmaster forsynet med bl.a. kameraer og laserafstandsmålere.
Helikopter
Enkelte tyske både var udrustet med en lille helikopter, eller snarere en autogyro, der som en drage kunne trækkes efter båden. Helikopteren, der stod i forbindelse med båden via telefon, blev brugt til at se efter lovende mål.

## Bevæbning
Torpedo
De militære undervandsbådes primære våben har altid været torpedoen (hvis man ser bort fra både med interkontinentale missiler). Torpedoer affyres fra torpedorør, der er anbragt i eller nær ubådens stævn. Ældre undervandsbåde kunne også have enkelte rør i hækken. Et torpedorør har en luge ind mod torpedorummet. Her kan torpedoer indføres eller tages ud til vedligehold. Når denne luge er lukket tæt, kan røret fyldes med vand, hvorefter en udvendig luge åbnes. Som regel er der også en anden luge eller et panel, der dækker mundingen af torpedorøret og strømliner skroget.
Oprindelig blev torpedoen affyret med trykluft. Dette gav anledning til en stor boble på overfladen, der kunne afsløre undervandsbådens position. Man udviklede derfor hurtigt boblefrie systemer. Torpedoen kan f.eks. udskydes med et stempel i bunden af røret. Stemplet drives frem med trykluft, men da det lukker røret, kommer der ikke nogen afslørende bobler. En anden metode er at bruge kraftige pumper, der presser vand ind i røret og derved skyder torpedoen ud. 
En affyring af en torpedo medfører et problem. Undervandsbåden mister nemlig en stor vægt ved torpedoen og risikerer derfor at ryge op til overfladen som en prop og afsløre sig. Derfor lukkes der automatisk en mængde vand, hvis vægt svarer til den eller de afskudte torpedoer, ind i en særlig torpedokompensationstank i stævnen. 
Torpedoerne styres mod målet af en mekanisme, der holder en forud indstillet kurs og dybde (beregnet ud fra typen af mål). Disse indstillinger kan overføres fra et apparat hos torpedoofficeren ad mekanisk eller elektrisk vej. Indstillingen af torpedoerne lettes væsentligt af en computer, der holder styr på egen båds bevægelser og på målenes bevægelser. De første computere eller forspringsberegnere var overvejende mekaniske. Moderne torpedoer kan fjernstyres fra undervandsbåden gennem et kabel, der rulles ud fra torpedoen.
Torpedoer findes med forskellige udløsermekanismer, kaldet en pistol, f.eks. kan de eksplodere ved anslag mod et skrog eller ved en magnetisk følsom pistol. Desuden kan de have forskellige mekanismer til at styre sig selv mod et mål. Der har været tale om lydfølsomme mekanismer, der styrede efter skrue- og maskinstøj (den tyske Zaunkönig). Moderne torpedoer er udstyret med en aktiv sonar og styres mod målet af en computer.
Kanon
En torpedo er ret dyr, og undervandsbåde i 1. og 2. Verdenskrig havde derfor en kanon placeret på fordækket, hvormed man kunne angribe handelsskibe på overfladen, evt. efter at have beskadiget dem med en torpedo. En enkelt undervandsbåd, den franske Surcouf, var ligefrem forsynet med et kanontårn med to kraftige kanoner på 8 tommer. Undervandsbåde var også normalt forsynet med luftværnskanoner til egenbeskyttelse.
Miner
Nogle undervandsbåde har været udviklet til at udlægge søminer fra særlige rør. Derved kan man uset udlægge miner i fjendtlige farvande, f.eks. tæt på en havn.
Fly
Enkelte store undervandsbåde har været konstrueret med en vandtæt hangar på dækket, der kunne rumme op til tre vandflyvemaskiner. Når båden lå på overfladen, kunne hangaren åbnes og med en kran kunne et fly sættes i vandet eller sendes af sted fra en katapult. Efter endt mission landede søflyet nær båden, og blev igen hejst om bord og placeret i hangaren. Den japanske flåde havde tre sådanne undervandsbåde, I-400 klassen, som man havde planlagt at bruge bl.a. til et bombeangreb på Panama-kanalens sluseporte. Det blev dog aldrig forsøgt.
ICBM
Under Den Kolde Krig udviklede først USA og senere Sovjetunionen missiler til brug mod fjerne landmål, de såkaldte interkontinentale ballistiske missiler (ICBM), der fremfører atombomber eller brintbomber. I de første udgaver skulle undervandsbåden være på overfladen, når missilerne blev affyret. I den første version blev et enkelt missil slæbt efter undervandsbåden i en vandtæt cylinder. Denne kunne så rettes lodret i vandet og åbnes foroven. Senere udviklede man interkontinentale missiler, der kunne affyres fra en neddykket båd, når den ikke lå for dybt. Missilet blev udskudt med damp dannet ved antændelse af en særlig drivladning, en dampgenerator, hvorefter en raketmotor blev antændt. 
Krydsermissiler
I 1950'erne tog man i USA det første undervandsbådsbaserede krydsermissil i brug, Regulus-missilet. En båd kunne medføre ét missil i en hangar og affyringen skete fra overfladen. I 1980'erne udviklede USA og senere Sovjetunionen nye og bedre krydsermissiler, der også skulle kunne affyres fra neddykkede undervandsbåde gennem torpedorørene. Missilerne var først atombevæbnede, men efter afslutningen af Den Kolde Krig, tog man konventionelt bevæbnede krydsermissiler i brug, også i undervandsbåde. Missilerne viste sig på grund af deres store præcision så vellykkede under angreb på irakiske styrker, at undervandsbåde blev forsynet med særlige rør til affyring af krydsermissiler.
SUBROC
Et våben til brug for bekæmpelse af andre undervandsbåde, er SUBROC. Det er et missil, affyret fra et torpedorør, der kan bringe en mindre torpedo hurtigt frem til et fjernt mål. Dette system er angiveligt ikke længere i brug.
Luftværnsmissiler
Tyskland arbejder på et system med missiler affyret mod helikoptere engageret i undervandsbådsbekæmpelse. Systemet kaldes Idas og kan også anvendes mod overflademål.

## Kommunikation
En undervandsbåd, der sejler på overfladen eller med en radiomast over havoverfladen, kan kommunikere over radio med baser på land og med andre skibe. Når den er neddykket, er denne mulighed ikke til stede, da havet dæmper radiosignalerne kraftigt.
VLF/ELF
Det er dog ofte muligt at sende et signal til en neddykket undervandsbåd ved at bruge meget lave radiofrekvenser, VLF og ELF. Disse signaler dæmpes ikke så meget af vandet. 
Med ELF er det kun muligt at sende tekstbeskeder med særdeles lav hastighed. Undervandsbåden kan ikke svare.
Satellit
Når en neddykket undervandsbåd fører en satellitantenne op over havoverfladen, kan signaler modtages fra satellitter. Det er også muligt at sende en tekstbesked med stor hastighed til satellitten, der så sender den videre til overfladeskibe eller landbaser. Den korte transmissionstid vanskeliggør pejling af ubåden. 
Bøje
En neddykket undervandsbåd kan frigøre en lille bøje med en radiosender, der stiger op til overfladen og sender sit signal et antal gange. Bøjen kan evt. derefter sænke sig selv. På den måde kan en neddykket undervandsbåd alligevel sende et radiosignal. En nødbøje kan frigøres, hvis undervandsbåden lider havari og ikke ved egen hjælp kan komme op til overfladen. 
Lyd
Endelig har en neddykket undervandsbåd mulighed for at kommunikere med andre både og skibe i nærheden gennem udsendelse af lydsignaler. Disse kan dog let opdages af evt. fjendtlige fartøjer i området, da lyde spredes langt i havet. Systemet kaldes Gertrude.

## Bekæmpelse af ubåde (ASW)
Bekæmpelse af undervandsbåde, ofte benævnt ved den engelske betegnelse Anti Submarine Warfare (ASW), eller blot Antiubådskrigsførelse, kan forgå på flere måder. Den første metode, der blev indført under 1. Verdenskrig, er at lade sine skibe sejle i konvoj, eskorteret af et eller flere hurtige krigsskibe, som regel destroyere med våben til bekæmpelse af undervandsbåde og midler til at opdage disse. Formålet er ikke først og fremmest at opsøge og ødelægge undervandsbåde, som det er at forhindre undervandsbådene i at manøvrere sig i en postion, hvor de kan gennemføre et angreb – at holde undervandsbådene nede. De undervandsbåde, der brugtes i 1. og 2. Verdenskrig, var nemlig meget langsomme under vandet. 
Til at opdage undervandsbåde havde man ASDIC, en lydgiver der udsendte en lydimpuls, der kunne kastes tilbage fra den neddykkede undervandsbåds skrog. Denne metode blev udviklet allerede under 1. Verdenskrig. 
Derudover holdt man skarpt udkig efter periskoper. 
Under 2. Verdenskrig kom radaren til. Efterhånden kunne den ikke kun opdage en uddykket undervandsbåd på overfladen, men også i heldige tilfælde et periskop eller en snorkel.
I ikke for stor afstand fra land, kunne man patruljere med fly, ofte i form af amfibiefly. Disse kunne i begyndelsen kun se efter undervandsbåde, men efterhånden fik de dels radar, dels bomber, kanoner og raketter, der kunne beskadige eller sænke en undervandsbåd på eller nær overfladen. Fly kan også operere fra hangarskibe.
RAF anvendte under natangreb på tyske undervandsbåde kraftige lamper, Leighlamper, monteret på patruljefly. Når et radarekko fra en undervandsbåd, der lå i overfladen for at lade batterierne op, blev opdaget, fløj man i den pejlede retning. Nogen tid før man nåede positionen, standsede man motorerne for ikke at afsløre flyet. Dette svævede så mod ubåden, der i sidste øjeblik blev oplyst med den kraftige lampe. Ubådsfolkenes overraskelse forhindrede et effektivt forsvar mod angrebet.
Efter verdenskrigen er udviklet andre metoder til opdagelse af undervandsbåde. En neddykket undervandsbåds metalskrog frembringer en forstyrrelse i Jordens magnetfelt, der kan opdages af en Magnetic anomaly detector. Undervandsbåde kan også lave hvirvler i vandet, som kan opdages fra fly og satellitter. Endelig vil især en atomdreven undervandsbåd afgive en masse varme, der kan opdages fra luften eller fra en satellit. 
USA opbyggede et verdensomfattende fast net af hydrofoner, der kunne pejle de fleste aktive undervandsbåde. I et enkelt tilfælde har dette system afsløret positionen på en sunket amerikansk ubåd. 
Krigsskibe ville normalt bekæmpe en undervandsbåd på overfladen med kanonild. En neddykket båd, som man havde en omtrentlig ide om placeringen af, kunne man angribe med dybdebomber, tønder med sprængstof og en trykfølsom udløser, der bragte bomben til sprængning i en forud indstillet dybde. Trykbølgen fra en dybdebombe kunne beskadige en undervandsbåd, selv om den eksploderede et stykke fra denne. Rørsamlinger og gennemføringer kan f.eks. bringes til at lække, instrumenter og lamper kan knuses og skroget kan springe læk. 
Et andet våben, der i en moderne udgave stadig anvendes, er den såkaldte Hedgehog (pindsvin). Det består af et apparat, der udskyder et antal små bomber i en bestemt retning, med en spredning over et vist areal. Bomberne synker gennem vandet, og hvis en af dem rammer undervandsbådens krog, sprænges den og kan beskadige undervandsbåden, selv om sprængladningen ikke er så stor. 
Undervandsbåde kan også bekæmpes med torpedoer, der normalt affyres af en anden undervandsbåd. Det lykkedes kun én gang under 2. Verdenskrig for en neddykket undervandsbåd at sænke en anden neddykket undervandsbåd. Det var den engelske undervandsbåd HMS Venturer, der angreb og sænkede den tyske U-864 i 1945 ud for Norge. Det er så vidt vides det eneste eksempel på denne form for krigsførelse, men den var tiltænkt en stor rolle til at sætte fjendtlige missilbevæbnede undervandsbåde ud af spillet, inden de kunne affyre deres missiler. 
Torpedoer kan også nedkastes fra fly. Som regel bruges helikoptere til dette formål. De er også udstyret med midler til opdagelse af neddykkede undervandsbåde, såsom en dyppe-sonar. 
Overfladeskibe og undervandsbåde kan bringe en torpedo hurtigt frem til et mål på større afstand ved hjælp af en raket. Et eksempel på dette er det amerikanske ASROC. 
En speciel måde til at bekæmpe undervandsbåde var de såkaldte Q-skibe, der blev brugt af Royal Navy i 1. Verdenskrige og af både Royal Navy og U.S. Navy under 2. Verdenskrig. Et Q-skib var et almindeligt udseende handelsskib, der var fyldt med store mængder kork, for at holde det flydende, selv om det blev torpederet. Skibene var desuden forsynet med skjulte kanoner og skulle lokke en undervandsbåd til at angribe. Når skibet så ikke sank, men ofte efter at en del af besætningen havde udført et større skuespil af panik og folk, der gik i redningsbådene, forventedes undervandsbåden at dykke ud og angribe med kanonen, hvorefter Q-skibet kunne åbne ild mod båden fra de skjulte kanoner.

## Beskyttelse
En undervandsbåds bedste beskyttelse er at undgå opdagelse. Dette kan først og fremmest opnås ved at sejle neddykket, hvilket først for alvor blev muligt med udviklingen af den tyske type XXI, der sommetider betegnes som den første rigtige undervandsbåd. Ellers gælder det om så vidt muligt at undgå at båden udsender afslørende lyde. Maskineriet udsender masser af lyde, især pumperne på en atomreaktor. Man søger at dæmpe disse lyde ved at placere støjende maskiner på dæmpede ophæng. Med udviklingen af computerteknologien kom aktiv dæmpning af vibrationer, idet en computer får ophænget til at bevæge sig i modfase til støjen. Skruerne afgiver også støj. Dette er især et problem, når omdrejningshastigheden er stor, idet der kan dannes bobler af lavspændt damp, skruen kaviterer. Disse blærer kollapser hurtigt med høje smæld, der kan høres langt væk. Ellers kan man tilstræbe en udformning af skruen, så den støjer mindst muligt. Andre fremdriftsmidler end skruer, f.eks. magnetohydrodynamisk fremdrift, har været forsøgt, men har ikke været videre effektive. Royal Navy benytter dog en pump jet på nogen undervandsbåde.
Periskop og snorkel kan dækkes af radarabsorberende materiale, så de bliver svære at se. Denne teknik blev allerede udviklet af tyske teknikere under 2. Verdenskrig. 
Da overfladeskibe ofte og fjendtlige undervandsbåde til dels detekterer en neddykket båd med aktiv sonar, kan man beklæde skroget med et gummimateriale, der dæmper refleksionen. Systemet blev også udviklet af tyske teknikere under 2. Verdenskrig og fik betegnelsen Alberich efter en dværg i Niebelungen, der kunne gøre sig usynlig. Systemet blev senere videreudviklet i Sovjet, hvis undervandsbåde i stigende grad optrådte iklædt gummikakler. Efterhånden fik også USA øjnene op for metoden. 
Man har forsøgt at hindre opdagelsen ved Magnetic anomaly detector ved brug af amagnetiske skrog. Dette beskytter i hvert fald mod magnetiske miner, men et metalskrog forstyrrer under alle omstændigheder magnetfeltet, når det bevæger sig.
Når der først er affyret en torpedo mod en undervandsbåd, kan denne forsøge at sejle fra den eller udmanøvrere den. Båden kan også ændre dybde i forsøg på at komme ned i et vandlag med en anden temperatur. Dette temperaturspring afbøjer lydbølger og kan derfor skjule en undervandsbåd. Endelig kan båden udskyde mekanismer der laver en masse bobler, som forvirrer den aktive sonar i et overfladeskib, en ubåd eller i spidsen af en torpedo. Man kan også udskyde en mekanisme, der udsender lyde som en undervandsbåd og derved lokke torpedoen på afveje.

## Redning
Hvis en undervandsbåd er sunket, er der stadig muligheder for at redde besætningen, så længe de er i live. Tidligt udviklede man en metode til at sluse besætningsmedlemmerne ud en eller et par stykker ad gangen. F.eks. kan tårnet være forsynet med et slusekammer. Under opstigningen, der ikke kan ske fra større dybde, benyttes et lille åndedrætsapparat. Efterhånden som personen stiger op, falder trykket, og man skal slippe noget af luften fra lungerne ud mellem læberne, da men ellers kan beskadige lungerne fatalt. Et slusekammer kan også bruges til at lade dykkere forlade en neddykket undervandsbåd. 
Moderne undervandsbåde er forsynet med en studs omkring nogle af lugerne, hvor en speciel redningsundervandsbåd kan koble sig til og dermed efterhånden føre besætningen op til overfladen til ventende skibe.
Ved flere forlis af undervandsbåde i fredstid, har man forsøgt at hæve undervandsbåden. Dette er som regel også lykkedes, men ikke tidsnok til at redde besætningen. Eksempler er havariet af USS Squalus og HMS Thetis. Ved forliset af den russiske undervandsbåd K-141 Kursk lykkedes det ikke at koble en redningsundervandsbåd på i tide.

## Deep sea
Der er udviklet enkelte undervandsbåde til udforskning af havet på store dybder, også kaldet batyskafer.  En enkelt af disse, Trieste, har besøgt bunden af Marianergraven. Først udforskede man det dybe hav med dykkerkugler, der blev sænket ned fra et skib i et kabel og var forsynet med kabler til strøm og telegrafi eller telefoni. Dykkerkuglen var forsynet med små, solide vinduer.
Schweizeren Auguste Piccard, der havde dykket med en dykkerkugle, kaldet en bathysphere, udviklede på baggrund af denne, en båd, der kunne gå ned til store dybder og bevæge sig frit, idet den ikke var forbundet med et skib. Båden, der som type blev kaldt en bathysphere, bestod af en kugleformet kabine meget lig en dykkerkugle, der var monteret under et større skrog, der var fyldt med benzin, hvis lave vægtfylde kunne give båden en positiv opdrift. Båden blev bragt til at dykke med en ballast, der kunne frigøres, når man igen ville dykke ud. Undervandsbåden blev bygget i Italien.
En anden kendt dybshavsundervandsbåd er den amerikanske Alvin, der bl.a. blev brugt til at finde en tabt brintbombe ud for Spanien, der var mistet ved et flystyrt med et B-52 bombefly
Rusland har også dybhavsbåde. Kendt er Mir-bådene, der har været ned ved mange kendte vrag og optræder i filmen Titanic.
Automatisk virkende undervandsbåde og fjernstyrede robotter bruges i stigende grad på store dybder.

## Fremtid
Undervandsbådens fremtidige udvikling er det vanskeligt at sige noget om, da meget er hemmeligholdt og meget er præget af tvivlsomme rygter.
Der er historier om undervandsbåde med et meget solidt skrog af cement. De skulle kunne gå ned til store dybder.
I Rusland er der tilsyneladende udviklet en ny torpedo kaldet Skval. Den skulle kunne bevæge sig med overlydshastighed i en luftboble, der dannes af en lille raketmotor i stævnen, lige som den drives frem af en raketmotor. Den skulle dermed kunne ramme et mål, før dette blev klar over, at det var under angreb. Hvad det præcist går ud på, er ikke klart.
Desuden er der fantastiske historier om nye metoder til at observere undervandsbåde fra satellitter. Hvis det passer, får undervandsbåden nok en mindre rolle i terrorbalancen. 

## Artikler om kendte ubåde
- A-2 (Undervandsbåd) – en norsk ubåd fra 2. verdenskrig
- Das Boot – en film om den tyske ubåd U-96 under 2. verdenskrig
- U-96 – ovennævnte ubåd
- U 20 – Ubåden der sænkede bl.a. RMS Lusitania i 1915
- USS Nautilus (SSN-571) - den første atomdrevne ubåd
- U137 - en sovjetisk ubåd af whiskey-klassen, der gik på grund i den svenske skærgård ud for Flådehavnen Karlskrona
- K-141 Kursk - en russisk ubåd, der sank i Barentshavet
- H.L. Hunley - ubåd der sank i 1863 under den amerikanske borgerkrig

## Ekstern kilde/henvisning
- The World Encyclopedia of Submarines UK 2007/John Parker
- Submarines of the World UK 1991/David Miller
- The Submarine Book USA 1991/Chuck Lawless
- Concepts in Submarine Design UK 1994/Roy Burcher, Louis Rydill
- Submarine Technology for the 21st Century, 2. udgave Canada 2000/Stan Zimmerman
- Ing.dk: Cement-ubåde kan blive en realitet (Webside ikke længere tilgængelig) Ubåde bygget af cement vil være billigere, kunne dykke dybere og transportere mere gods end ubåde med skrog af metal.
- Artikel: Portugal modtager ny ubåd i Kiel.
- Om tyske ubåde under 1. verdenskrig (Webside ikke længere tilgængelig)
- Hvordan holder man luften ren i ubåde? Illustreret Videnskab
- Lipsky, Florian og Lipsky, Stefan: U-både fra alverdens lande (Billesø & Baltzer, Værløse 2006)
- Mallard, Neil: Undervandsbåde (Flachs, Holte 2004)
- Tall, Jeff: Bogen om ubåde (CDR forlag 1998)
- West, David og Pang, Alex: Gå på opdagelse i moderne ubåde og krigsskibe (Bogfabrikken Fakta, Frederiksberg 2010)